# 와이푸구

와이푸 구의 위치

와이푸구(한국어: 외포구, 중국어: 外埔區, 병음: Wàipǔ Qū)는 중화민국 타이중시의 시할구이다. 넓이는 42.4099km2이고, 인구는 2015년 8월 기준으로 31,787명이다.

## 역사
와이푸 구는 청대 광서 연간에 흥풍주(興豐疇)가 설치되었고, 칠괴조(현재의 허우리 구 타이안 촌)를 기점으로 해, 대안계의 물을 돈자각, 내외포 및 대갑 지구, 외포고지 지구에 관개하는 농업 수로가 2개 굴착되어 본격적인 개발이 시작되었다. 또 저지 지구인 중산, 마명, 대동, 철산, 토성, 진자는 대안계 및 지하수를 이용할 수 있었기 때문에 비교적 빠른 시기에 개발이 진행되었다. 현재의 중산 촌은 예전에는 평포도사족의 대갑동사(大甲東社) 지구였다.

## 교통
- 국도 3호선

## 같이 보기
- 타이중시